# هارولد دین (بازیکن فوتبال)
هارولد دین (انگلیسی: Harold Dean؛ زادهٔ ۱۹۱۰) بازیکن فوتبال اهل بریتانیا است.
از باشگاه‌هایی که در آن بازی کرده‌است می‌توان به باشگاه فوتبال منچستر یونایتد اشاره کرد.